# 한국시나리오작가협회
한국시나리오작가협회는 시나리오 작가의 저작권 보호와 시나리오 문예 발간을 목적으로 1954년 [[5월에] 설립된 대한민국 문화체육관광부 소관의 사단법인이다. 사무실은 서울특별시 중구 소파로129 명지빌딩 신관 302호에 있다. 영상작가전문교육원을 운영 중이다.

## 주요 사업
- 시나리오 작가 권익옹호와 자질 향상 관련 사업
- 신인작가 발굴 및 양성사업 등